# Sakanoue no Tamuramaro

Sakanoue no Tamuramaro (坂上田村麻呂, 758 -811), foi um general japonês e Shogun, do inicio do período Heian da História do Japão, era filho de Sakanoue no Karitamaro.
Principal oficial do general Ōtomo no Otomaro, dirigiu as operações contra os Emishi. Em 795, ele recebeu o título de Seii Taishōgun (征夷大将軍, «Grande General Apazigador dos Bárbaros») depois de seu excelente trabalho em uma expedição vitoriosa.

## Carreira militar
Servindo ao Imperador Kammu , foi nomeado shogun e dada a tarefa de conquistar os Emishi (虾夷征伐, emishi Seibatsu ), um povo nativo do norte de Honshu, que ele subjugou. Evidências recentes sugerem que a migração dos Emishi do norte de Honshu para Hokkaido ocorreu em algum momento entre os Séculos VII e VIII, talvez como resultado direto dessa política anterior á nomeação de Tamuramaro. No entanto, muitos emishi permaneceram na Região de Tōhoku, como vassalos da expansão japonesa e pelo posterior estabelecimento de domínios independentes dos Fushu (como chamavam os povos originários de Yamato). Após a morte do Imperador Kammu, o general continuou a servir o Imperador Heizei e o Imperador Saga como Dainagon ( 大纳言) e como Ministro da Guerra ( 兵部卿 Hyobu-kyō). Tamuramaro foi o segundo homem a receber o título de shogun. O primeiro a receber este título foi Ōtomo no Otomaro.
Em 811, Tamuramaro morreu aos 53 anos, para grande pesar do Imperador Saga, que expressou seu sentimento de perda com a distribuição de grandes quantidades de pano de seda, tecido de algodão e arroz em homenagem a seu conselheiro morto. Seu arco, flechas, quiver e espada foram colocados em seu caixão por ordem do imperador.
Acredita-se estar enterrado no túmulo Shogunzuka (túmulo do Shogun), localizado em uma colina a leste de Kyoto.
| Precedido por Sakanoue no Karitamaro | Líder do Clã Sakanoue 786 - 811 | Sucedido por Sakanoue no Hirono |
| Precedido por Ōtomo no Otomaro       | Seii Taishōgun 797 - 810        | Sucedido por Bunya no Watamaro  |